# Fabian (film, 2021)
Pour les articles homonymes, voir Fabian.
Pour plus de détails, voir Fiche technique et Distribution.
Fabian (Fabian oder Der Gang vor die Hunde) est un film allemand réalisé par Dominik Graf et sorti en 2021.
Le film est présenté en sélection officielle à la Berlinale 2021, qui se déroule en ligne en raison de la pandémie de Covid-19.

## Synopsis
1931, Jakob Fabian fait de la publicité pour une marque de cigarettes. Un soir, il tombe amoureux d'une actrice.

## Fiche technique
- Titre : Fabian (ou Fabian ou le chemin de la décadence)
- Titre original : Fabian oder Der Gang vor die Hunde
- Titre anglais : Fabian: Going to the Dogs
- Réalisation : Dominik Graf
- Scénario : Constantin Lieb et Dominik Graf d'après le roman Fabian : Histoire d'un moraliste d'Erich Kästner
- Musique : Sven Rossenbach et Florian van Volxem
- Photographie : Hanno Lentz
- Montage : Claudia Wolscht
- Production : Felix von Boehm
- Société de production : Lupa Film, DCM Pictures, ZDF, Arte, Amilux Film et Studio Babelsberg
- Pays :  Allemagne
- Genre : Drame et romance
- Durée : 176 minutes
  - Allemagne : 2 mars 2021 (Berlinale 2021), 5 août 2021 (sortie nationale)

## Distribution
- Tom Schilling : Jakob Fabian
- Saskia Rosendahl : Cornelia Battenberg
- Albrecht Schuch : Labude
- Michael Wittenborn : le juriste Labude
- Petra Kalkutschke : Mme. Fabian
- Elmar Gutmann : M. Fabian
- Aljoscha Stadelmann : le producteur Makart
- Anne Bennent : la baronne Ruth Reiter
- Meret Becker : Irene Moll
- Eva Medusa Gühne : Mme. Hohlfeld
- Julia Preuß : Kyra
- Lukas Rüppel : Weckherlin
- Michael Hanemann : le professeur
- Oliver Reinhard : le directeur Breitkopf
- Jörg-Uwe Schröder : Dr. Moll
- Brian Völkner : le collègue Fischer
- Thomas Dehler : le commissaire Donath
- Hannah Schiller : Olga

## Distinctions

### Récompenses
- Deutscher Filmpreis 2021[1]
  - Meilleure photographie
  - Meilleur montage
  - Meilleur film (médaille d'argent)
  - Nommé pour le meilleur réalisateur
  - Nommé pour le meilleur scénario
  - Nommé pour la meilleure actrice (Saskia Rosendahl)
  - Nommé pour le meilleur second rôle féminin (Meret Becker)
  - Nommé pour la meilleure direction artistique
  - Nommé pour les meilleurs costumes
  - Nommé pour les meilleurs maquillages

### Sélection
- Berlinale 2021 : sélection officielle en compétition[1]